# Parohia Saint Mary (Antigua și Barbuda)

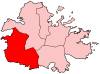
Localizarea parohiei în Insula Antigua

Saint Mary este o parohie din Antigua și Barbuda